# شاهین معمولی
شاهین، شاهین کوهی، شاهین کوهسار، شاهین شور، شاهین جِبِل یا جبلی یا شاهین باربِری نیز نامیده می‌شود.

## رده‌بندی
شاهین با نام علمی: Falco pelegrinoides پرنده‌ای شکاری از سردهٔ شاهین‌ها با جثهٔ متوسط (تقریباً اندازهٔ کلاغ) است. شبیه شاهین بحری است اما کمی لاغرتر بوده و دم بلندتری دارد.
اختلاف نظر زیادی بین متخصصان در مورد وضعیت شاهین معمولی (Falco pelegrinoides) وجود دارد، برخی پرنده‌شناسان آن را زیرگونهٔ شاهین بحری و برخی دیگر وی را یک گونهٔ مستقل می‌دانند.

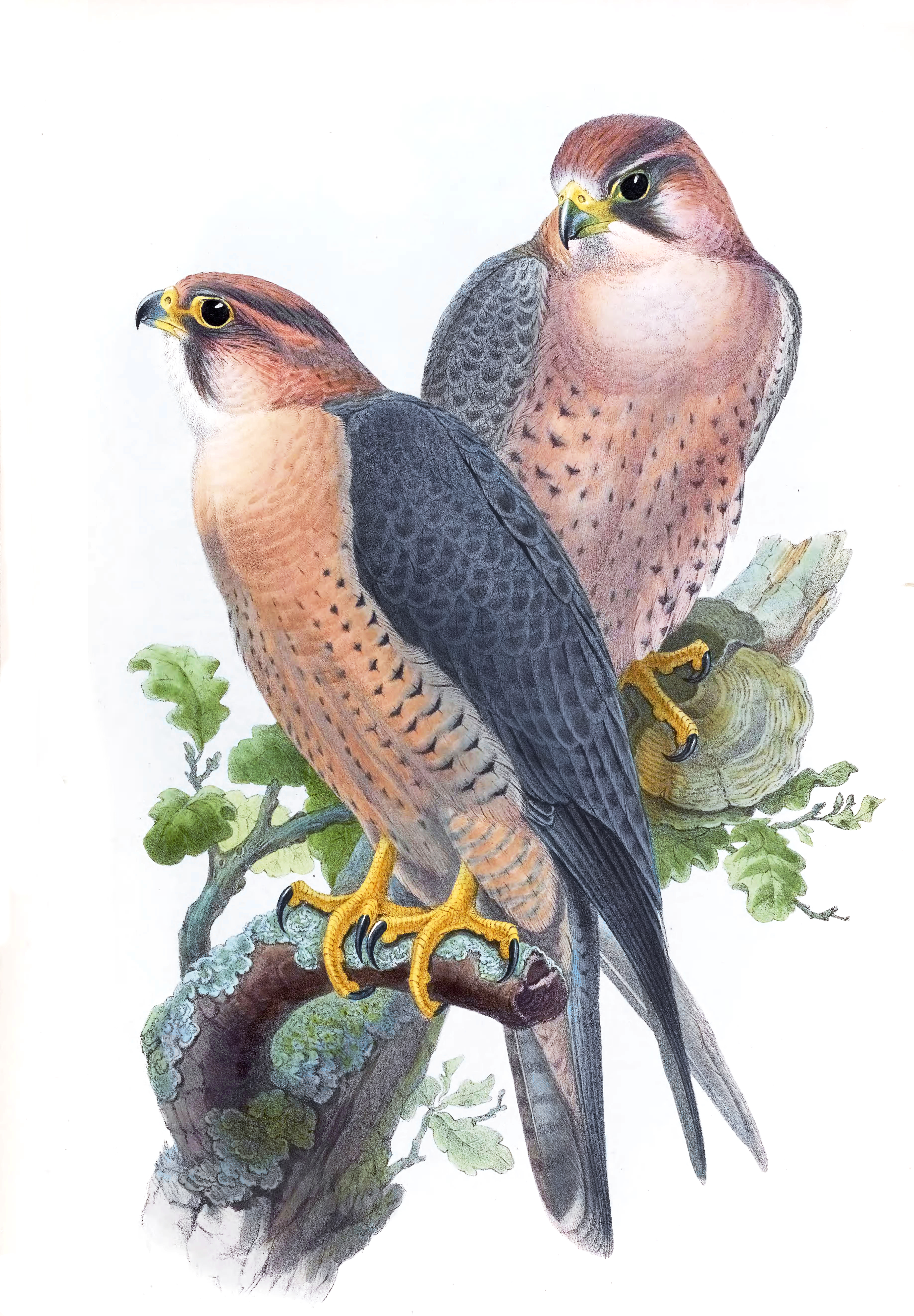
طرحی از F. p. babylonicus. زیرگونه‌ای که از ایران تا هندوکش و تیان شان تا کوه‌های آلتای یافت می‌شود.

- زیرگونهٔ Falco peregrinus babylonicus, در سال ۱۸۶۱ توسط فیلیپ اسکلاتر توصیف شده است، در ایران، هندوکش و تیان‌شان تا آلتای، مغولستان پراکنش دارد. گاهی در شمال و شمال غرب هند، عمدتاً در زیستگاه‌های نیمه‌بیابانی زمستان‌گذرانی می‌کند.[۱۰]

از زیرگونهٔ pelegrinoides روشن‌تر است و شبیه لاچین (Falco biarmicus) کوچک و روشن است. نرها وزنی حدود ۳۳۰ تا ۴۰۰ گرم (۱۲ تا ۱۴ اونس)، درحالی‌که ماده‌ها حدود ۵۱۳ تا ۷۶۵ گرم (۱۸٫۱ تا ۲۷٫۰ اونس) وزند دارند.
- زیرگونهٔ Falco peregrinus pelegrinoides, نخستین بار توسط کنراد جاکوب تمینک در ۱۸۲۹ توصیف شد، در جزایر قناری و شمال آفریقا و خاور نزدیک تا میان‌رودان زیست می‌کند. خیلی شبیه زیرگونه brookei اما به‌طور چشمگیری روشنتر با گردن حنایی است و نخودی روشن با نوارهای زیرتنه کم است. کوچکتر از زیرگونه نمادین شاهین بحری nominate subspecies و ماده‌ها وزنی حدود ۶۱۰ گرم (۱٫۳۴ پوند) دارند.[۱۱]

## ریشه‌شناسی
شاهین و انواع دیگر از فارسی میانه šāhēn (به معنای واقعی کلمه "باشکوه، پادشاهی") و نام Šahēn آمده است. ارمنی میانه را شاهین (šahēn) و ارمنی قدیم شاهین (Šahēn) مقایسه کنید. در فارسی/فارسی دو معنی دارد: شاهین به‌ویژه شاهین بربری. معنای دوم واژهٔ «شاهین»، به معنی نشانگر ترازو است.
نام رایج انگلیسی شاهین (shahin) نباید با همان کلمه در زبان هندواروپایی، فارسی، زبان ترکی ترکی، و زبان آفریقایی عربی شاهین (falcon)، اشتباه گرفته شود. ممکن است به شاهین یا گونه‌ای از شاهین اشاره داشته باشد.
در زبان هند و اروپایی هندی، شاهین یا شاهین کوهی (کوه به تپه اشاره دارد) به ماده زیرگونه پرگریناتور اشاره دارد، در حالی که نرهای این زیرگونه به عنوان کوهیلا نامیده می‌شوند.

## پراکندگی و زیستگاه
شاهین معمولی در غرب آسیا، شمال آفریقا و مناطق همسایه آنها در اروپا زندگی می‌کند. همچنین در ایران نیز یافت می‌شود و نیاز است در این کشور تحت برنامه حفاظتی قرار گیرد. زیستگاه شاهین معمولی در مناطق نیمه بیابانی و صخره‌ها و تپه‌های باز و خشک است. این پرنده گاه زیرگونهٔ شاهین بحری شمرده می‌شود.

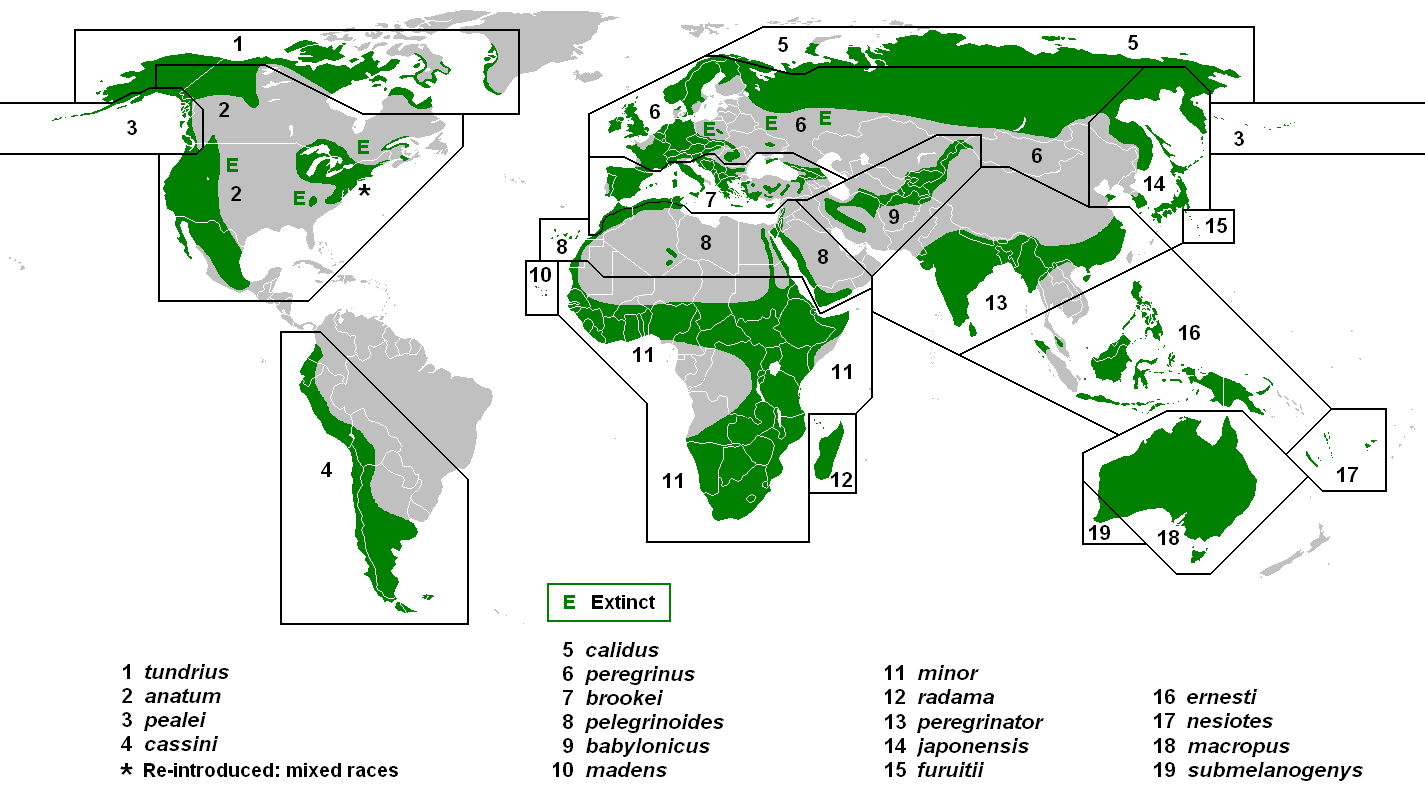
نقشهٔ گسترهٔ زادآوری زیرگونه‌ها